# برسیانوس دل پارامو
برخانوس دی پارامو (به اسپانیایی: Bercianos del Páramo) یکی از دهستان‌های اسپانیا است که در استان لئون، اسپانیا واقع شده‌است.

## خصوصیات
برخانوس دی پارامو ۳۵٫۰۹ کیلومترمربع مساحت و ۷۱۳ نفر جمعیت دارد و ۸۱۸ متر بالاتر از سطح دریا واقع شده‌است.